# Archäologisches Museum (Kos)

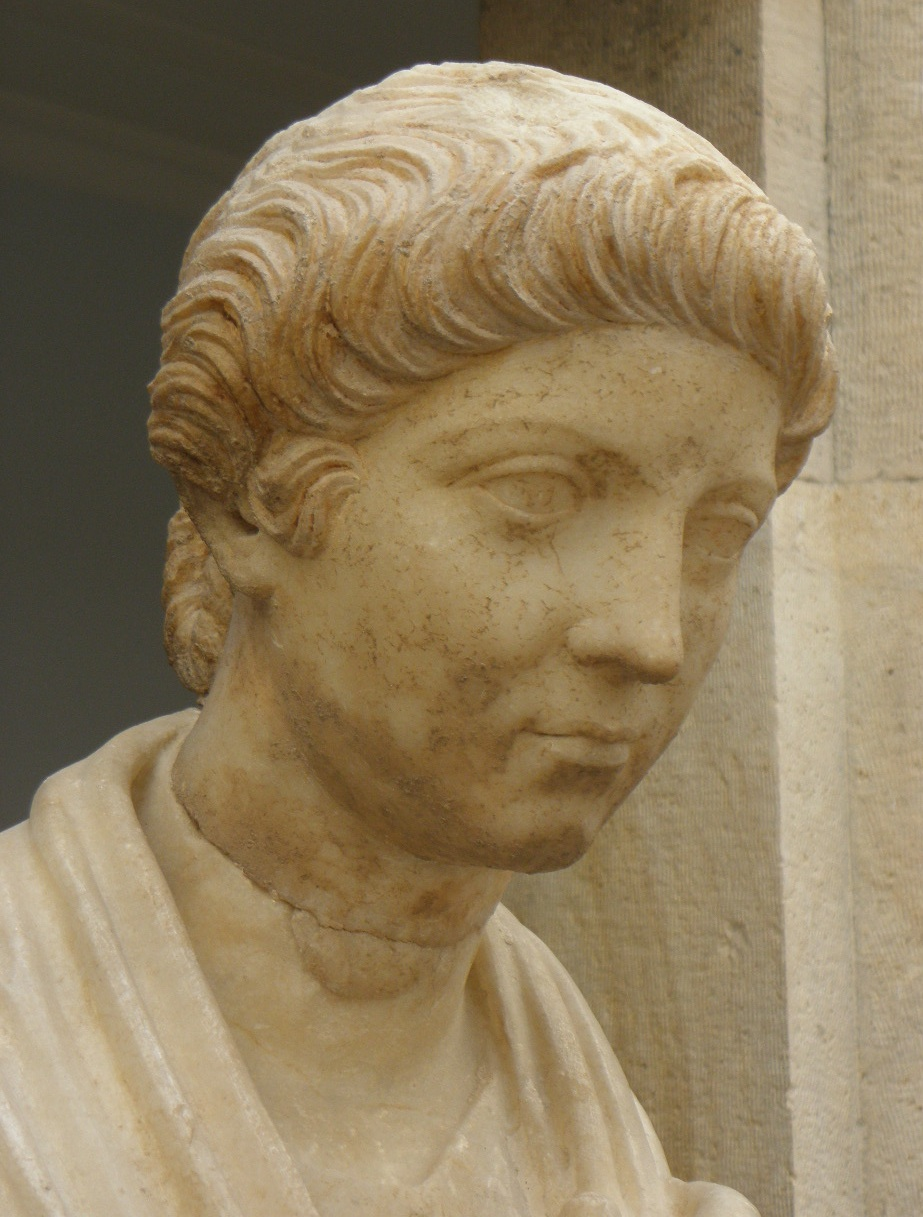
Kopf einer Frauenstatue

Das Archäologisches Museum Kos (griechisch Αρχαιολογικό Μουσείο Κω Archeologikó Musío Ko) befindet sich in der Stadt Kos auf der Insel Kos (Dodekanes). Das Gebäude wurde 1986 unter Denkmalschutz gestellt.
Die Gründung des Museums erfolgte unmittelbar aufgrund des Erdbebens 1933, als ein Großteil der alten Stadt Kos zerstört wurde. Diese Zerstörungen der bisherigen Bebauung bot gleichzeitig die Möglichkeit, umfangreiche Ausgrabungen durchzuführen und in weiterer Folge dieses Museum einzurichten.

## Gebäude des Museums
Das Museum befindet sich an der Platia Eleftherias (Platz der Freiheit) und wurde während der italienischen Besetzung der Inseln 1935/1936 erbaut. Die ersten Entwürfe wurden 1934 angefertigt und die Baupläne gehen vermutlich auf Rodolfo Petracco zurück. Das Gebäude selbst wurde auf einem Teil einer Mauer der antiken Stadt Kos erbaut, die im Untergeschoss sichtbar ist.
Der architektonische Stil des Gebäudes findet sich auch auf dem Platz der Freiheit beim Haus der Faschisten (ital.: Casa del Fascio) und etwas weniger bei der Markthalle wieder. Auf der Platia Agias Paraskevis (dt.: Agia-Paraskevi-Platz) in der Nähe findet sich bei einem Bürgerhaus ebenfalls dieser bezeichnende Architekturstil der Zeit von 1923 bis 1943 der italienischen Besetzung der Dodekanes-Inseln. Auch der Gouverneurspalast von Kos am Hafen von Kos weist einen solchen Sil auf. Der Stil der Architektur wurde den Vorstellungen der neuen Machthaber angepasst und von „orientalischen Einflüssen“ gereinigt und in Anlehnung an das Römische Reich in Verbindung mit faschistischen „Idealen“ ausgeführt.

## Ausstellung
Im Museum von Kos findet sich im Erdgeschoss eine Sammlung von archäologischen Funden, die auf der Insel gefunden wurden. Die ausgestellten Funde  stammen überwiegend aus dem Zeitraum von der Antike bis zur spätrömischen Zeit.
Die Sammlung umfasst Skulpturen, Mosaike und allgemeine Informationen zur Insel Kos. Eine verschiedentlich als Hippokrates gedeutete Porträtstatue aus dem 4. bis 2. Jahrhundert v. Chr. ist in der nordwestlichen Halle ausgestellt.
2012 bis 2016 war das Museum für Renovierungen geschlossen. Durch das Erdbeben 2017 wurden einige Ausstellungsstücke erheblich beschädigt.